# Futebol Clube Santa Cruz
O Futebol Clube Santa Cruz é um clube de futebol do Brasil sediado em Santa Cruz do Sul, no estado do Rio Grande do Sul. Suas cores são o branco e o preto. Atualmente disputa a segunda divisão do Campeonato Gaúcho.

## História

### O início e o amadorismo
Um grupo de rapazes liderado por André Klarmann se reuniu no Hotel Schmidt, em 26 de março de 1913, no centro da cidade, para montar um novo clube de futebol.
Seu primeiro jogo foi contra o Concórdia, no dia 3 de Abril de 1913, no campo da várzea, hoje Estádio Municipal junto ao Parque da Oktoberfest da cidade, registros não apontam o vencedor do jogo. Dois meses depois aconteceu seu primeiro jogo fora da cidade, em Candelária onde a delegação foi de carroça para o jogo, o resultado não consta, mas sabe-se que o Santa Cruz venceu a partida.
Na década de 1920, o Santa Cruz já tinha uma casa, os Plátanos, mas ainda tinha como nome Foot Ball Club Santa Cruz e não tinha seu apelido de "Galo", que foi adquirido após vencer o maior rival da época, o Grêmio Esportivo Santa Cruz por 2 a 0 e firmar-se com o apelido carinhoso.

### O profissionalismo
O futebol profissional começou no ano de 1930, mas já nos anos de 1932 e 1933 o Santa Cruz foi vice-campeão do Interior, onde perdeu a final para o Pelotas por 5 a 2, após isso foi possível aplicar melhorias na estrutura do Estádio dos Plátanos.
Em 1952 após a primeira das seis gestões de Hélio Almeida, o clube foi vice-campeão do interior na Segunda Divisão do Campeonato Gaúcho, perdendo para o Sá Vianna de Uruguaiana, é considerado um dos times mais marcantes da história do clube, que tinha os jogadores Amaro, Joãozinho, Paraguai, Paulo Cesar Tatu, Cuca, Calixto, Maninho, Betinho e Moacir. Em 1959 voltou a ficar em 3º lugar na competição estadual.

### A união com o rival
Um fato curioso aconteceu tempos mais tarde, já na década de 1970, entre 1974 a 1978 os dois maiores clubes de Santa Cruz do Sul, o Avenida e o Futebol Clube Santa Cruz fizeram uma fusão, a união denominada Associação Santa Cruz de Futebol com o comando de Daltro Menezes rendeu bons frutos, deixando o clube entre os quatro melhores do estado na época. Após brigas entre antigos dirigentes de ambas as partes, os dirigentes do Avenida resolvem romper a fusão. Na década de 1980 o clube conseguiu fazer boas campanhas estaduais, a melhor colocação do clube no Campeonato Gaúcho foi um quarto lugar em 1988.

### A campanha de 2009
Durante toda a primeira década dos anos 2000 o clube se manteve na primeira divisão do Campeonato Gaúcho. Uma das melhores campanhas foi em 2009, quando classificou-se para a segunda fase sem perder um único jogo em casa. Todavia, nas quartas-de-final pegou o Juventude em casa e sofreu o revés de 2x1 em jogo polêmico, dando adeus a competição. A equipe daquela temporada teve como destaques o goleiro Cássio, os zagueiros Vinícius e Polaco, o lateral-esquerdo Emanuel, os volantes Sananduva (que veio a ser técnico em 2015) e William, o meia Cléber Oliveira, e os atacantes Roberto Jacaré e Eraldo.

### Década de 2010: a decadência
A temporada de 2013 que deveria ser a mais marcante com todos os comemorativos e verbas, entretanto, culminou com o rebaixamento da equipe carijó para a divisão de acesso, principalmente devido ao elenco mal montado e a falta de comando da equipe, que cresceu na reta final do campeonato mas de forma insuficiente para evitar a queda. Tendo sido, porém, o melhor classificado dentre os rebaixados, o clube recebeu o direito de disputar a Divisão de Acesso com meia-cota, benefício esse que seus adversários não teriam.
Em 8 de janeiro de 2014 o clube lançou oficialmente o livro Orgulho centenário: os 100 anos do Futebol Clube Santa Cruz (1913-2013), que compreende em 224 páginas fartamente ilustradas de extensa pesquisa em registros de época e dezenas de depoimentos de ex-jogadores, ex-dirigentes e seus familiares. Estruturado em 11 capítulos, o livro recupera os fatos marcantes de cada uma das 10 décadas de existência do clube, reservando a última parte para a avaliação do momento atual e os projetos visando o futuro. Artigos especiais, assinados pelo presidente da CBF, José Maria Marin, e pelo ex-jogador e atual treinador de futebol Cuca, campeão da Copa Libertadores da América de 2013 pelo Atlético Mineiro, que iniciou sua carreira no Galo santa-cruzense, ressaltam a expressão nacional do Santa Cruz.
Numa estratégia ousada, o Santa Cruz acertou um acordo de patrocínio com a Assemp (Associação de Entidades Empresariais de Santa Cruz do Sul), em 29 de janeiro de 2014, e estampará em seu uniforme na temporada de 2014 a marca da 30ª edição da Oktoberfest de Santa Cruz do Sul. O contrato de patrocínio foi fechado em R$ 60 mil. Apesar de formosos patrocínios e investimentos grandes no futebol, o clube apresentou desempenho pífio na competição e não conseguiu o tão desejado acesso.
A temporada 2015 do clube, porém, foi muito ruim. Com escassez de recursos, escapou do rebaixamento apenas na última rodada, mesmo com a derrota para o Inter de Santa Maria. Apesar de ser a 14º pior equipe dentre 15 participantes, o regulamento previa o rebaixamento de 1 equipe por grupo, e no Grupo B a equipe do Sport Club Rio Grande teve desempenho inferior ao Galo.

### Jogadores históricos
Jogadores como Betinho, Everaldo, Paulo Roberto, Rogerinho, Moa, Cuca, os selecionáveis paraguaios Sotelo e Sanabria que fizeram história no Olimpia do Paraguay, além do último grande jogador revelado, Cesinha, são os principais jogadores que já passagem em toda a história do Galo, além de ídolos como Dario Santos e o presidente Hélio Almeida que foi seis vezes presidente do clube, acumulando boas campanhas, sua última presidência foi no ano de 1995.[carece de fontes?]
O maior nome que o Santa Cruz revelou foi o meia-atacante Cuca. Ele começou a se destacar em 1984, representando o Santa Cruz, quando tinha 21 anos e jogava como meia. Após uma boa temporada, atuou dois anos pelo Juventude e, de lá, transferiu-se para o Grêmio.[carece de fontes?]
Já o atacante Valduíno foi o herói do clube na campanha do vice-campeonato da segunda divisão estadual de 1983, quando marcou dez gols e ajudou a equipe a subir para o primeiro escalão gaúcho.[carece de fontes?]

### Primeiro título oficial: a Copa FGF de 2020 e vaga na Copa do Brasil
Em 2020 conquistou pela primeira vez a a Copa FGF ou Troféu Ibsen Pinheiro,  sendo o primeiro título oficial da história do clube. Com isso, assegurou uma vaga para a Copa do Brasil de 2021, na qual foi eliminado na Primeira Fase com um empate sem gols contra o Joinville. Apesar da derrota, garantiu um prêmio de R$ 500 mil pela participação.
Disputou a Recopa Gaúcha de 2021 com o Grêmio, campeão do Campeonato Gaúcho de Futebol de 2020 - Série A, em junho, perdendo a partida por 3 a 0.

### Segunda Divisão Gaúcha de 2021
Apenas 7 meses depois do título da Copa FGF, o clube de Santa Cruz do Sul sagrou-se novamente campeão, dessa vez da Segunda Divisão de 2021 (equivalente a terceira divisão estadual) de forma inédita, jogando contra o Gaúcho de Passo Fundo. Perdeu o primeiro jogo por 2 a 0 em Passo Fundo, mas venceu por 4 a 2 no tempo normal, com 3 gols do meio-campista Leylon e forçou para os pênaltis, vencendo por 3 a 2. Com a vitória, garantiu vaga para a Divisão de Acesso de 2022.

### O "torcedor solitário" que virou presidente[18]
Em fevereiro de 2012, as câmeras de TV flagraram um único torcedor do Santa Cruz no Olímpico, em Porto Alegre, comemorando o gol do time na derrota por 4 a 1 diante do Grêmio. Pouco depois, descobriram que era Tiago Rech, um jornalista que trabalhava próximo do estádio e foi acompanhar seu time do coração.
Em 2013, após voltar dos Estados Unidos, Tiago assumiu o cargo de assessor de imprensa do clube e, logo depois foi eleito presidente. Pegou o clube em uma situação bastante crítica financeiramente. Em 2018, com o rebaixamento do time para a terceira divisão e a possibilidade de fechar as portas, se reelegeu. Com a reestruturação do time, conseguiu os dois únicos e mais importantes títulos do clube: a Copa FGF de 2020 e a Segunda Divisão de 2021, além do vice-campeonato da Recopa Gaúcha de 2021 e a vaga na Copa do Brasil de 2021. Atualmente Tiago é presidente do Conselho deliberativo do clube.

### Série A2 de 2023
O clube de Santa Cruz do Sul sagrou-se campeão da Série A2 de 2023 jogando contra o Guarany de Bagé, no primeiro jogo um empate em 0 a 0, na volta, um empate em 1 a 1 e o jogo foi para as penalidades. A disputa de pênaltis foi aberta por Arysson, do Guarany, que cobrou no canto esquerdo e Copetti fez a defesa. Pelo lado do Santa Cruz, Uillian Correa, João Pedro, Leylon, Eduardo e Maurício converteram as suas cobranças e garantiram o título para o Santa Cruz.

## Acessos e rebaixamentos
Em 1995 caiu para a Segunda Divisão depois de uma grave crise financeira, mas dois anos mais tarde (1997) voltava a elite do futebol gaúcho. Ao fim da década de 1990, mais precisamente 1999, após seu rebaixamento, o clube passou a adotar um novo modelo de modernização, contratando jogadores de renome internacional que no início renderam bons frutos, deixando nessa mesma época escapar novamente o título do interior.
Em 2013, ano do seu centenário sob a gestão de Paulo Juarez Martins de Almeida (2012-2013), o Santa Cruz montou uma equipe fraca tecnicamente, passando por vários problemas durante o Gauchão e foi novamente rebaixado para a Segunda Divisão estadual, onde disputou a competição em 2014. A equipe apresentou fraco desempenho na competição em 2014 e só escapou do rebaixamento para a terceira divisão na última rodada, ao vencer o Nova Prata fora de casa por 4 a 1. Contudo, os esforços realizados em 2018 não foram o suficiente, e o clube acabou rebaixado para a terceira divisão após derrota por 4 a 1 para o São Gabriel.
Em 2024, no seu ano de retorno a Primeira Divisão Gaúcha, o time não emplacou grandes resultados durante a primeira fase somando 4 pontos em 11 partidas e, com nenhuma vitória conquistada, amargou no último lugar da tabela geral sendo rebaixado junto com o Novo Hamburgo para a Série A2 Gaúcha de 2025. 
Em 2025, teve uma campanha inconsistente na Série A2 do Gauchão. Com três treinadores a frente do Galo na competição, Douglas Rodrigues, Iarley e Wagner Fogolari, a equipe até obteve um bom desempenho nas rodadas finais, mas insuficiente para se classificar às quartas de final, terminando na 9ª posição, a primeira fora da zona de classificação, três pontos atrás do primeiro clube classificado.
A campanha também teve tensão nos bastidores, com o dirigente Guilherme Kirst, chamando Iarley de "uma bela porcaria, como treinador", após a demissão do profissional. 

## Estádio
Seu estádio é o Estádio dos Plátanos, em Santa Cruz do Sul, com capacidade que já chegou a aproximadamente 7.000 espectadores. Mesmo com área menor do que já teve, possuía melhores acomodações, com pavilhão de arquibancadas sociais e abrigando inclusive um posto de combustível em seu terreno.
Com as novas normas de segurança do Corpo de Bombeiros, porém, a capacidade foi reduzida para 2.490 torcedores, sendo destes cerca de 400 cadeiras para conselheiros e associados.

## Rivalidade
Seu principal rival é até hoje o Avenida, conhecido como "Ave-Cruz", rivalidade que entrou em cena no ano de 1947 após um empate em 2 a 2, houve pancadaria na partida, que foi generalizada devido a falta de alambrado, jogaram jogadores históricos do Galo nesse jogo como Julio, Ormond, Lindolfo Gerhardt, Cafuringa, Felicíssimo, Joãozinho, Fogareiro, Hanny, Mico e Dario Santos, que tem 23 anos de Galo Carijó e começou a jogar aos 16 anos de idade no clube.

### Ave-Cruz em números
Em 114 clássicos, o Santa Cruz conquistou 66 vitórias, com 224 gols marcados.
O Avenida tem 23 vitórias e 132 gols na história do Ave-Cruz.
O clássico terminou 25 vezes empatado.
1 a 0 é o resultado mais frequente: já aconteceu 22 vezes. O 2 a 1 aconteceu 21 vezes.
Avenida e Santa Cruz se enfrentaram seis vezes pelo Campeonato Gaúcho: cinco vitórias do Galo e um empate.
62 clássicos foram disputados nos Plátanos, com supremacia carijó, 37 vitórias contra 13 empates e 13 derrotas.

## Títulos

### Conquistas
| ESTADUAIS  | ESTADUAIS                            | ESTADUAIS | ESTADUAIS                               |
|            | Competição                           | Títulos   | Temporadas                              |
| ---------- | ------------------------------------ | --------- | --------------------------------------- |
|            | Copa FGF                             | 1         | 2020                                    |
|            | Campeonato Gaúcho - Segunda Divisão  | 1         | 2023                                    |
|            | Campeonato Gaúcho - Terceira Divisão | 1         | 2021                                    |
| MUNICIPAIS |                                      |           |                                         |
|            | Competição                           | Títulos   | Temporadas                              |
|            | Citadino de Santa Cruz do Sul        | 7         | 1947, 1948, 1949, 1950,1951,1952 e 1953 |
|            | Copa Centenário de Santa Cruz do Sul | 1         | 2013                                    |
|            | Copa dos Vales/Taça CIGHA            | 1         | 2017                                    |

## Temporadas
| Campeonato Gaúcho | Campeonato Gaúcho | Campeonato Gaúcho | Campeonato Gaúcho | Campeonato Gaúcho | Campeonato Gaúcho | Campeonato Gaúcho | Campeonato Gaúcho | Campeonato Gaúcho | Campeonato Gaúcho | Campeonato Gaúcho | Copa FGF    |
| Ano               | Div.              | Pos.              | Pts.              | J                 | V                 | E                 | D                 | GP                | GC                | SG                | Fase Máxima |
| ----------------- | ----------------- | ----------------- | ----------------- | ----------------- | ----------------- | ----------------- | ----------------- | ----------------- | ----------------- | ----------------- | ----------- |
| 2005              | A                 | 13º               | 12                | 10                | 3                 | 3                 | 4                 | 10                | 15                | -5                | —           |
| 2006              | A                 | 8º                | 19                | 16                | 5                 | 4                 | 7                 | 16                | 24                | -8                | —           |
| 2007              | A                 | 13º               | 19                | 16                | 4                 | 7                 | 5                 | 22                | 20                | +2                | —           |
| 2008              | A                 | 14º               | 13                | 14                | 4                 | 1                 | 9                 | 16                | 23                | -7                | —           |
| 2009              | A                 | 5º                | 25                | 15                | 7                 | 4                 | 4                 | 24                | 18                | +6                | —           |
| 2010              | A                 | 10º               | 17                | 15                | 4                 | 5                 | 6                 | 20                | 26                | -6                | —           |
| 2011              | A                 | 11º               | 18                | 15                | 4                 | 6                 | 5                 | 16                | 21                | -5                | —           |
| 2012              | A                 | 13º               | 14                | 15                | 4                 | 2                 | 9                 | 19                | 25                | -6                | —           |
| 2013              | A                 | 14º               | 16                | 15                | 5                 | 1                 | 9                 | 20                | 27                | -7                | —           |
| 2014              | A2                | 12º               | 21                | 15                | 5                 | 6                 | 4                 | 30                | 20                | +10               | —           |
| 2015              | A2                | 13º               | 8                 | 12                | 12                | 2                 | 8                 | 14                | 23                | -9                | —           |
| 2016              | A2                | 13º               | 14                | 16                | 3                 | 5                 | 8                 | 11                | 21                | -10               | —           |
| 2017              | A2                | 11º               | 17                | 14                | 5                 | 2                 | 7                 | 15                | 22                | -7                | —           |
| 2018              | A2                | 15º               | 6                 | 13                | 0                 | 6                 | 7                 | 11                | 23                | -12               | —           |
| 2019              | B                 | 7º                | 13                | 12                | 3                 | 4                 | 5                 | 13                | 12                | +1                | —           |
| 2020              | B                 | Cancelado         | Cancelado         | Cancelado         | Cancelado         | Cancelado         | Cancelado         | Cancelado         | Cancelado         | Cancelado         | Campeão     |
| 2021              | B                 | 1º                | 35                | 14                | 11                | 2                 | 1                 | 37                | 10                | +27               | —           |
| 2022              | A2                | 6°                | 27                | 16                | 7                 | 6                 | 3                 | 24                | 15                | +9                | —           |
| 2023              | A2                | 1º                | 35                | 20                | 9                 | 8                 | 3                 | 25                | 12                | +13               | —           |
| 2024              | A                 | 12º               | 4                 | 11                | 0                 | 4                 | 7                 | 8                 | 20                | -12               | —           |
| 2025              | A2                | 9º                | 18                | 14                | 4                 | 6                 | 4                 | 12                | 11                | 1                 | —           |